# Graves-Saint-Amant
Graves-Saint-Amant település Franciaországban, Charente megyében. Lakosainak száma 328 fő (2022. január 1.). Graves-Saint-Amant Angeac-Charente, Bassac, Bouteville, Saint-Même-les-Carrières és Saint-Simon községekkel határos.

## Népesség
A település népességének változása:
| Lakosok száma | 227  | 203  | 259  | 313  | 339  | 338  | 334  | 329  | 327  | 328  |
|               | 1968 | 1982 | 1990 | 2006 | 2013 | 2015 | 2017 | 2019 | 2020 | 2022 |